# Damaru

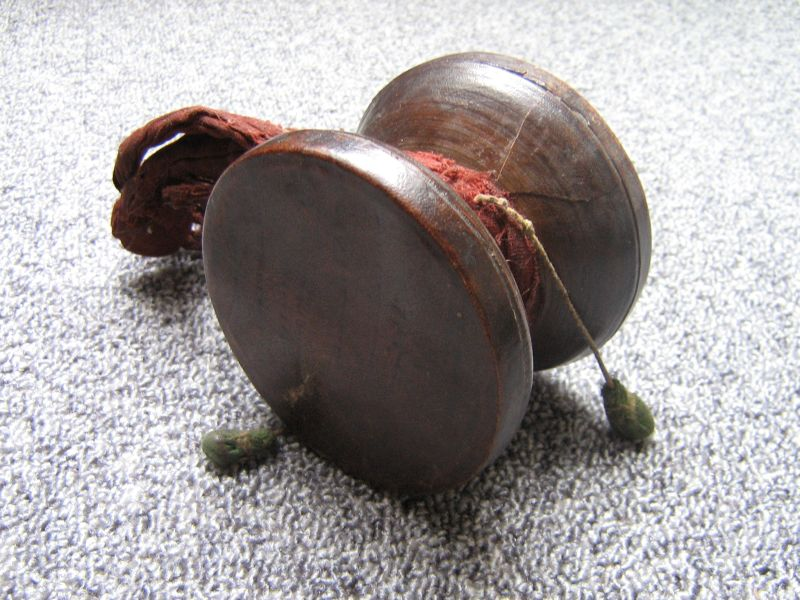
Damaru tibetano

Un damru es un tambor bicónico, pequeño, de madera y forma de reloj de arena con dos parches de piel.
Puede tener una o dos cuerdas atadas con una pequeña canica que hace un cascabeleo cuando el tambor es rotado rápidamente en direcciones alternas.

## Simbología
El damaru tiene forma de ampolleta: el punto común a los dos conos opuestos es el bindu, germen de la manifestación, a partir del cual se despliegan y se desarrollan los ritmos cíclicos.
El tamboreo está asociado a la emisión del sonido primordial, origen de la manifestación y más en general del ritmo del universo. 
Tal es su papel como atributo de Shiva (damaru) o de la Olikini búdica. En este segundo caso, el ritmo está ligado a la expansión del Dharma, a propósito del cual Buda evoca el tambor de inmortalidad, el damaru.